# イングリッシュ・ペイシェント
『イングリッシュ・ペイシェント』（The English Patient）は、1996年のアメリカ合衆国の叙事詩的な戦争恋愛映画。ブッカー賞を受賞したマイケル・オンダーチェの小説『イギリス人の患者』を原作として、アンソニー・ミンゲラが監督と脚色を兼任した。出演はレイフ・ファインズ、クリスティン・スコット・トーマス、ジュリエット・ビノシュ、ウィレム・デフォー。
第二次世界大戦時代の北アフリカを舞台に、戦争で傷を負った男と、人妻との不倫を描く。第69回アカデミー賞で最多12部門にノミネートされ、作品賞をはじめ最多9部門受賞。第54回ゴールデングローブ賞では最多7部門にノミネート、ドラマ部門作品賞と作曲賞を受賞した。
ソウル・ゼインツはこの映画で史上2人目となるアカデミー作品賞を3回受賞した人物となった。
キャッチコピーは、「あなたに抱かれて、地図のない世界へ」。
なお、この物語の主人公は実在の人物である、泳ぐ人の洞窟壁画
などの発見で知られる探検家ラースロー・アルマシー（1895-1951）をモデルとしている。

## ストーリー
第二次大戦末期のイタリアでのこと、カナダ陸軍の従軍看護婦ハナは空襲で破壊された修道院に住み着き、ある患者の世話をしている。その患者は重い火傷を負い、英語を話すが自分の名前は思い出せない。地雷処理を担当しているシク教徒で英国陸軍の工兵中尉キップは、ハナと仲睦まじくなる。カナダ軍諜報部隊のデヴィッド・カラヴァッジョは、ドイツ軍の尋問で両親指を切り落とされた過去を持ち、自分を特定する写真を撮影したラズロ・アルマシーを追っていた。4人は修道院で一緒になる。カラヴァッジョは患者に問いかけ、患者は徐々に記憶を取り戻す。
患者によると、1930年代後半、彼はリビアの砂漠を探検していた。ハンガリー人のアルマシー伯爵と判明する彼は、英国人ピーター・マドックスらとエジプト・リビアでの考古学調査の一環で、サハラ砂漠の地図を作成していた。調査には英国人のキャサリン・クリフトンとその夫ジェフリーも加わった。キャサリンとアルマシーは不倫関係に陥るが、キャサリンが一方的に断絶する。調査隊は、泳ぐ人の壁画が描かれた洞窟を発見、報告するが、戦端が開かれるに至り中止となる。マドックスは帰国に際し、自分の飛行機をクフラ・オアシスに置いていく。
アルマシーが引揚げの準備をしていると、ジェフリーが操縦する飛行機が彼めがけて突っ込んでくる。アルマシーは寸でのところで難を逃れるが、その事故はジェフリーが自殺覚悟でアルマシーの命を狙ったもので、ジェフリーは即死し、キャサリンは重傷を負う。アルマシーは彼女を洞窟まで運び、そこに食料を置いて、助けを求めに3日間かけて英国占領下の町にたどり着く。彼は状況を説明するが、ドイツ軍スパイの嫌疑を掛けられ列車に乗せられる。列車から脱出し、ドイツ軍のガソリンを探検地図と引き換えに譲り受け、マドックスの残した飛行機でキャサリンの元に戻る。しかし彼女はすでに死んでおり、彼女の遺体を載せて引き返すのだが、ドイツ軍の対空砲で撃ち落とされる。キャサリンの遺体は回収されず、アルマシーはひどい火傷を負うものの、ベドウィンに救われる。
アルマシーは話し終えると、ハナにモルヒネによる安楽死を要望する。ハナはその希望を叶え、キャサリンが洞窟で記した最後の日記を読み聞かせながら、アルマシーの死を看取る。ハナとカラヴァッジョはフィレンツェに向けて修道院を後にする。

## キャスト
| 役名                       | 俳優                             | 日本語吹き替え | 日本語吹き替え |
| 役名                       | 俳優                             | ソフト版       | Netflix版      |
| -------------------------- | -------------------------------- | -------------- | -------------- |
| ラズロ・アルマシー         | レイフ・ファインズ               | 津嘉山正種     | 川島得愛       |
| キャサリン・クリフトン     | クリスティン・スコット・トーマス | 戸田恵子       | 甲斐田裕子     |
| ハナ                       | ジュリエット・ビノシュ           | 山像かおり     | 魏涼子         |
| デヴィッド・カラヴァッジョ | ウィレム・デフォー               | 野沢那智       | 桐本拓哉       |
| キップ                     | ナヴィーン・アンドリュース       | 江原正士       | 坂詰貴之       |
| ジェフリー・クリフトン     | コリン・ファース                 | 大塚芳忠       | 檜山修之       |
| マドックス                 | ジュリアン・ワダム               | 土師孝也       | 田村真         |
| ミュラー少佐               | ユルゲン・プロホノフ             | 小川真司       | 藤翔平         |
| ハーディ軍曹               | ケヴィン・ウェイトリー           | 仲野裕         | 大泊貴揮       |
| ダゴスティーノ             | ニーノ・カステルヌオーヴォ       | 西村知道       | 竹内栄治       |
| フアド                     | ヒシャーム・ロストム             |                | 橘潤二         |
| オリバー                   | ジョーディ・ジョンソン           |                | 濱野大輝       |
| メリー                     | トーリ・ヒギンソン               |                | 藤野泰子       |
| ジャン                     | リーサ・レポ＝マーテル           |                | 田中杏沙       |
| ルパート・ダグラス         | レイモンド・クルサード           |                | 益山武明       |
| アイチャ                   | リム・ターキ                     |                | 堀越知恵       |
| ハンプトン夫人             | アマンダ・ウォーカー             |                | 杉山滋美       |
| 看護婦                     |                                  |                | 山口協佳       |

- ソフト版吹き替え - VHS・DVD・BD収録

その他吹き替え - 伊藤和晃、石井敏郎、やなせさとる、福田裕子、魏涼子、みきさちこ、藤巻恵理子、伊藤栄次、坂口賢一、檀臣幸、堀川仁、後藤史彦、宗矢樹頼、山崎優
演出：福永莞爾、翻訳：中島多恵子、録音・調整：新井保雄、音響制作：中西真澄/米屋林太郎（プロセンスタジオ）、プロデューサー：内田正仁（アミューズビデオ）、日本語版制作：プロセンスタジオ
- Netflix版吹き替え

演出：宇出喜美、翻訳：井村千瑞、録音調整：青木臨

## スタッフ
- 監督、脚色 - アンソニー・ミンゲラ
- 原作 - マイケル・オンダーチェ『イギリス人の患者』
- 製作 - ソウル・ゼインツ
- 製作総指揮 - ボブ・ワインスタイン、ハーヴェイ・ワインスタイン、スコット・グリーンステイン
- 音楽 - ガブリエル・ヤレド
- 撮影 - ジョン・シール
- 編集 - ウォルター・マーチ
- 衣装デザイン - アン・ロス
- プロダクションデザイナー - スチュアート・クレイグ

## 音楽
- イングリッシュ・ペイシェント（サウンドトラック）

## 受賞/ノミネート
| 賞                   | 部門                     | 対象                                             | 結果       |
| -------------------- | ------------------------ | ------------------------------------------------ | ---------- |
| アカデミー賞         | 作品賞                   | ソウル・ゼインツ                                 | 受賞       |
| アカデミー賞         | 監督賞                   | アンソニー・ミンゲラ                             | 受賞       |
| アカデミー賞         | 主演男優賞               | レイフ・ファインズ                               | ノミネート |
| アカデミー賞         | 主演女優賞               | クリスティン・スコット・トーマス                 | ノミネート |
| アカデミー賞         | 助演女優賞               | ジュリエット・ビノシュ                           | 受賞       |
| アカデミー賞         | 脚色賞                   | アンソニー・ミンゲラ                             | ノミネート |
| アカデミー賞         | 編集賞                   | ウォルター・マーチ                               | 受賞       |
| アカデミー賞         | 撮影賞                   | ジョン・シール                                   | 受賞       |
| アカデミー賞         | 作曲賞                   | ガブリエル・ヤレド                               | 受賞       |
| アカデミー賞         | 衣装デザイン賞           | アン・ロス                                       | 受賞       |
| アカデミー賞         | 録音賞                   | ウォルター・マーチ、マーク・バーガー             | 受賞       |
| アカデミー賞         | 美術賞                   | スチュアート・クレイグ、ステファニー・マクミラン | 受賞       |
| ゴールデングローブ賞 | 作品賞（ドラマ部門）     | 『イングリッシュ・ペイシェント』                 | 受賞       |
| ゴールデングローブ賞 | 監督賞                   | アンソニー・ミンゲラ                             | ノミネート |
| ゴールデングローブ賞 | 主演男優賞（ドラマ部門） | レイフ・ファインズ                               | ノミネート |
| ゴールデングローブ賞 | 主演女優賞（ドラマ部門） | クリスティン・スコット・トーマス                 | ノミネート |
| ゴールデングローブ賞 | 助演女優賞               | ジュリエット・ビノシュ                           | ノミネート |
| ゴールデングローブ賞 | 脚本賞                   | アンソニー・ミンゲラ                             | ノミネート |
| ゴールデングローブ賞 | 作曲賞                   | ガブリエル・ヤレド                               | 受賞       |
| 全米映画俳優組合賞   | キャスト賞               | 『イングリッシュ・ペイシェント』                 | ノミネート |
| 全米映画俳優組合賞   | 主演男優賞               | レイフ・ファインズ                               | ノミネート |
| 全米映画俳優組合賞   | 主演女優賞               | クリスティン・スコット・トーマス                 | ノミネート |
| 全米映画俳優組合賞   | 助演女優賞               | ジュリエット・ビノシュ                           | ノミネート |
| 放送映画批評家協会賞 | 作品賞                   | 『イングリッシュ・ペイシェント』                 | ノミネート |
| 放送映画批評家協会賞 | 監督賞                   | アンソニー・ミンゲラ                             | 受賞       |
| 放送映画批評家協会賞 | 主演男優賞               | レイフ・ファインズ                               | ノミネート |
| 放送映画批評家協会賞 | 主演女優賞               | クリスティン・スコット・トーマス                 | ノミネート |
| 放送映画批評家協会賞 | 助演女優賞               | ジュリエット・ビノシュ                           | ノミネート |
| 放送映画批評家協会賞 | 脚本賞                   | アンソニー・ミンゲラ                             | 受賞       |
| 英国アカデミー賞     | 作品賞                   | 『イングリッシュ・ペイシェント』                 | 受賞       |
| 英国アカデミー賞     | 監督賞                   | アンソニー・ミンゲラ                             | ノミネート |
| 英国アカデミー賞     | 主演男優賞               | レイフ・ファインズ                               | ノミネート |
| 英国アカデミー賞     | 主演女優賞               | クリスティン・スコット・トーマス                 | ノミネート |
| 英国アカデミー賞     | 助演女優賞               | ジュリエット・ビノシュ                           | 受賞       |
| 英国アカデミー賞     | 脚色賞                   | アンソニー・ミンゲラ                             | 受賞       |
| 英国アカデミー賞     | 編集賞                   | ウォルター・マーチ                               | 受賞       |
| 英国アカデミー賞     | 撮影賞                   | ジョン・シール                                   | 受賞       |
| 英国アカデミー賞     | 作曲賞                   | ガブリエル・ヤレド                               | 受賞       |